# 羅尼·博伊斯
羅尼·威廉·博伊斯（英語：Ronald William Boyce，1943年1月6日—2025年2月13日）是一名英格蘭足球運動員和領隊，他整個職業生涯都為韋斯咸效力，為他們一共上陣282次。

## 生涯
博伊斯曾為英格蘭男學生足球隊及為埃塞克斯男生打板球。他於1959 年以學徒身份加入韋斯咸，並於1959年10月13日在南部泛光燈盃對米禾爾的比賽中首次代表球隊出場。博伊斯的第一場足球聯賽比賽是在一年多之後的1960年10月22日，主場5-2的比賽戰勝普雷斯頓。博伊斯一共為韋斯咸出場342次，射入29球。這包括1960年至1972年期間的282次聯賽上陣，射入21 球。博伊斯還在足總盃出場22次並射入5球，其中最重要的入球是1964年足總盃決賽以3-2戰勝普雷斯頓的制勝入球。1965年5月19日，他還是1965年歐洲盃賽冠軍盃冠軍球隊的成員。他的暱稱“Ticker”與他作為那些盃賽勝利的“心跳”角色有關。博伊斯在球會的最後兩個賽季，1971-72和1972-73，看到博伊斯只能入替出場3次，因為他被用作特雷弗·布鲁金、比利·邦士和柏·荷蘭的替補。1972年11月13日，他獲得與前韋斯咸球員弗蘭克·奧法雷爾執教的曼聯進行紀念賽。博伊斯最後一次代表韋斯咸出場是在1972年12月30日，那場比賽作客以2-1負於李斯特城。
作為一名球員退役後，博伊斯成為約翰·里爾手下教練團的重要成員，期間包括1975年足總盃決賽對陣富咸和1980年對阿仙奴的勝利。隨後他在比利·邦士手下執教。博伊斯還於1990年2月作為看守領隊負責韋斯咸的一場比賽。他於1991年9月被任命為韋斯咸的首席球探，一直擔任該職位直到1995年。在作為球探加入托定咸熱刺之前，他繼續在昆士柏流浪和米禾爾擔任教練職務。
博伊斯於2019年榮獲韋斯咸頒發的終身成就獎。

## 榮譽
韋斯咸
- 足總盃：1963–64[10]
- 慈善盾：1964（英语：1964 FA Charity Shield）[11]
- 歐洲盃賽冠軍盃：1964–65[12]